# 토모에 치구사
토모에 치구사(일본어: 巴 千草, 1973년 3월 7일 ~ )는 일본의 배우이다.

## 출연작

### TV 드라마
- 1995년 ~ 1996년 중갑 B-파이터 - 타카토리 마이 역